# Sách Dân Số
Sách Dân số hay Dân số ký (tiếng Do Thái: במדבר, Bamidbar) là cuốn sách thứ tư trong Kinh thánh Do Thái và Cựu Ước. Sách dân số cũng là cuốn thứ tư trong Ngũ Kinh Môisê, bốn cuốn còn lại là Sáng thế, Xuất hành, Lêvi và Đệ nhị luật.
Sách Dân số ghi những cuộc kiểm tra lại dân số trong 12 chi tộc Israel sau khi rời khỏi Ai Cập để đi đến Đất Hứa. Cuốn sách này có thể được chia thành ba phần:
- Kiểm tra dân số ở Sinai và chuẩn bị lễ toàn thiêu. (1-10:10).
- Lên đường hành trình từ Sinai về Moab với những khó khăn mà Israel gặp phải và tám lần trách móc, yêu sách của họ với Thiên Chúa về cuộc hành trình này. (10:11-21:20).
- Các thỏa thuận tại đồng bằng Moab trước khi băng qua sông Jordan (21:21-36).